# ヘンリー・オブ・スコットランド
ヘンリー・オブ・スコットランド（Henry of Scotland, Eanric mac Dabíd, 1114年 – 1152年6月12日）は、スコットランド王デイヴィッド1世と王妃モード（マティルダ）との間の次男で世継。第3代ハンティンドン伯、第3代ノーサンブリア伯。

## 生涯
母マティルダは初代ノーサンブリア伯・ハンティンドン伯ワルセオフとイングランド王ウィリアム1世の姪ジュディスとの間の娘である。ジュディスはウィリアム1世の妹アデルとランス伯ランベール2世（ブローニュ伯ウスタシュ1世の子）との間の娘であった。
ヘンリーは父デイヴィッド1世に先立ち死去したが、3人の息子のうち上の2人はスコットランド王となり、末息子デイヴィッドは女系を通してアサル朝断絶後のスコットランド王家の祖となった（第一次スコットランド独立戦争を参照）。

## 子女
1139年に、第2代サリー伯爵ウィリアム・ド・ワーレンの娘エイダと結婚した。
- エイダ（1139年 - 1206年） - 1161年にホラント伯フロリス3世と結婚
- マルカム4世（1141年 - 1165年）
- ウィリアム1世（1143年 - 1214年）
- デイヴィッド（1144/52年 - 1219年） - ハンティンドン伯
- マーガレット（1145年 - 1201年） - ブルターニュ公コナン4世と結婚、ハンフリー3世・ド・ブーンと再婚、サー・ウィリアム・フィッツパトリックと再々婚
- マティルダ（1152年 - 1152年）
- マージョリー - アンガス伯ジル・クリストと結婚